# Maurice Van Damme
Maurice E. Van Damme (?, 1888 – ?, ?) olimpiai ezüstérmes belga tőrvívó.